# نیکولائه چیوکه
نیکولائه چیوکه (رومانیایی: Nicolae Ciucă؛ زادهٔ ۷ فوریهٔ ۱۹۶۷) سیاست‌مدار اهل رومانی است و ژنرال بازنشسته نیروی زمینی این کشور است. وی از ۲۵ نوامبر ۲۰۲۱ پس از کسب حمایت گسترده پارلمانی به عنوان نخست وزیر رومانی به کار مشغول شد.
وی در جنگ عراق و جنگ افغانستان شرکت کرد و از ۲۰۱۵ تا ۲۰۱۹ رئیس ستاد کل نیروهای مسلح رومانی بود و از ۲۰۱۹ تا ۲۰۲۱ وزیر دفاع بود.  
وی همچنین برندهٔ جوایزی همچون لژیون افتخار شده‌است.